# Pace di Vestfalia
La pace di Vestfalia del 1648 pose fine alla cosiddetta guerra dei trent'anni, iniziata nel 1618, e alla guerra degli ottant'anni, tra la Spagna e le Province Unite. Si compone di tre trattati, di cui due firmati a Münster e uno a Osnabrück (ricordati, appunto, come trattato di Münster e trattato di Osnabrück), entrambe città della Vestfalia. La pace venne poi completata con il trattato dei Pirenei, del 1659, che mise fine alle ostilità tra Spagna e Francia.

## Contestualizzazione
All'origine della guerra dei trent'anni può collocarsi il desiderio dei prìncipi tedeschi di porre definitivamente un freno alle aspirazioni restauratrici del nuovo imperatore asburgico, aspirazioni sostenute dalla Spagna. Tra le pretese dell'imperatore vi era, infatti, quella di privare i principi tedeschi del diritto a determinare la religione dei propri regni, sancito dalla pace di Augusta nel 1555, secondo il principio del "cuius regio, eius religio".
Con il trattato di Vestfalia si inaugurò un nuovo ordine internazionale, un sistema in cui gli Stati si riconoscono tra loro proprio e solo in quanto Stati, al di là della fede dei vari sovrani. Assume dunque importanza il concetto di sovranità dello Stato e nasce una comunità internazionale più vicina a come la si intende oggi.

## La pace

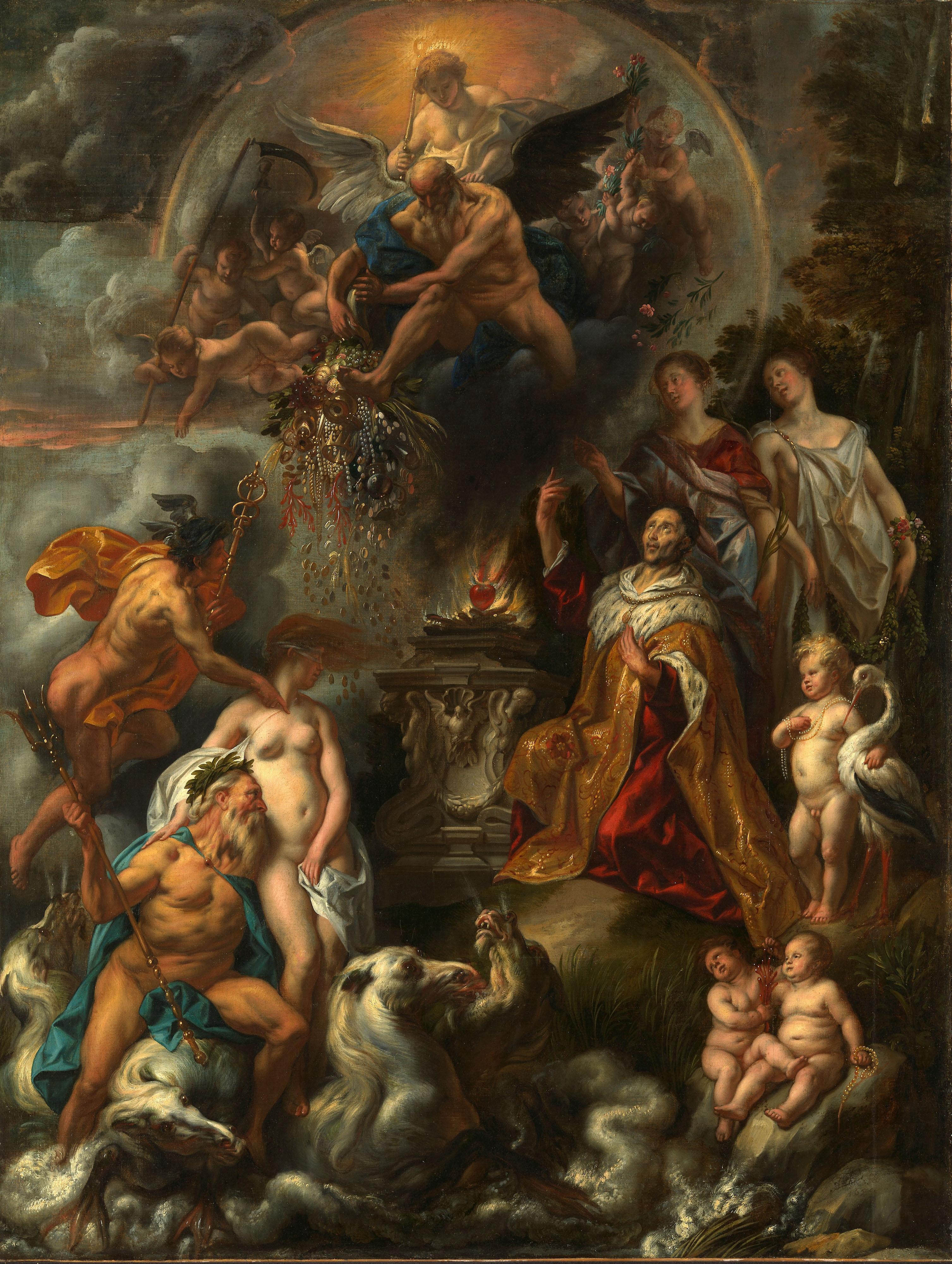
Allegoria della Pace di Vestfalia, di Jacob Jordaens.

La pace di Vestfalia fu firmata in due località separate a causa dei dissidi tra i cattolici e i protestanti. Dapprima si riunirono i cattolici a Münster e successivamente i protestanti a Osnabrück. Come mediatori furono invitati a Colonia il nunzio pontificio Fabio Chigi e l'ambasciatore veneziano Alvise Contarini. Tuttavia la Svezia non accettò che i rappresentanti del papa fungessero da mediatori, né d'altra parte il nunzio pontificio volle trattare con gli scismatici.
Le trattative fra la Spagna e le Province Unite e quelle fra la Francia e l'Impero si tennero a Münster e alle seconde parteciparono entrambi i mediatori. Le trattative fra l'Impero e la Svezia (e i protestanti tedeschi suoi alleati) si tennero invece a Osnabrück, con la partecipazione del solo mediatore veneziano. I due trattati di Münster concedettero la pace fra la Francia e l'Impero, così come fra le Province Unite e la Spagna. Il trattato di Osnabrück riguardò invece la pace fra la Svezia e l'Impero. Fra la Spagna e la Francia non fu invece firmato alcun trattato e continuò la guerra.
I due trattati con la Francia e con la Svezia, di fatto con i cattolici e con i protestanti, con il nome di Instrumentum Pacis, divennero una sorta di costituzione del Sacro Romano Impero nel suo ultimo secolo e mezzo di esistenza. Essi sancirono la sconfitta delle ambizioni asburgiche di imporre il cattolicesimo come religione dell'Impero, decretando invece la libertà degli Stati tedeschi in materia religiosa e, di fatto, la definitiva affermazione del protestantesimo. Inoltre l'Instrumentum Pacis concedeva agli Stati tedeschi la libertà di avere una propria politica estera.

## Condizioni di pace
I principi sanciti dalla pace furono i seguenti:
- Riguardo alla questione religiosa fu confermata la pace di Augusta (1555), i cui princìpi furono estesi anche ai calvinisti, e fu stabilito che i sovrani dovessero rispettare le minoranze religiose e che i beni ecclesiastici in possesso dei protestanti fino al 1624 (nel Palatinato fino al 1619) non fossero restituiti alla Chiesa cattolica. I provvedimenti attinenti agli aspetti ecclesiastici includevano il divieto di persecuzione religiosa in Germania e la riaffermazione delle paci di Passavia e di Augusta. Se però un principe si fosse convertito ad altra religione, non avrebbe più avuto alcun diritto sulle proprie terre (misura atta a controllare la diffusione della Riforma). Fu confermato il principio del cuius regio eius religio, con diritto dei dissidenti di espatriare (e i cui beni non si sarebbero potuti confiscare che dopo tre anni). La pace di Vestfalia determinò la fine di un lungo periodo di guerre di religione: i successivi conflitti armati in Europa furono intrapresi per motivi di ordine esclusivamente politico.
- Riguardo all'ordinamento interno del Sacro Romano Impero, fu restituito l'elettorato di Treviri, fu riconosciuta ai prìncipi tedeschi la piena sovranità territoriale e il diritto di stringere alleanze, purché non fossero contro l'Imperatore e l'Impero, riconoscendo ufficialmente la struttura federale dell'Impero, rappresentato poi con i suoi membri nel Reichstag con sede a Ratisbona (1663). Le Città imperiali hanno il diritto di voto nel Reichstag, subordinatamente al voto dei due collegi dei Principi Elettori e dei Principi dell'impero (ecclesiastici e laici). Sono ricostituiti i 10 circoli imperiali. Le commissioni imperiali sarebbero dovute essere composte da un numero pari di membri di fede cattolica e protestante. L'Imperatore avrebbe avuto bisogno del consenso della Dieta imperiale per dichiarare guerra, assoldare milizie e imporre tasse.

Riguardo ai mutamenti territoriali:

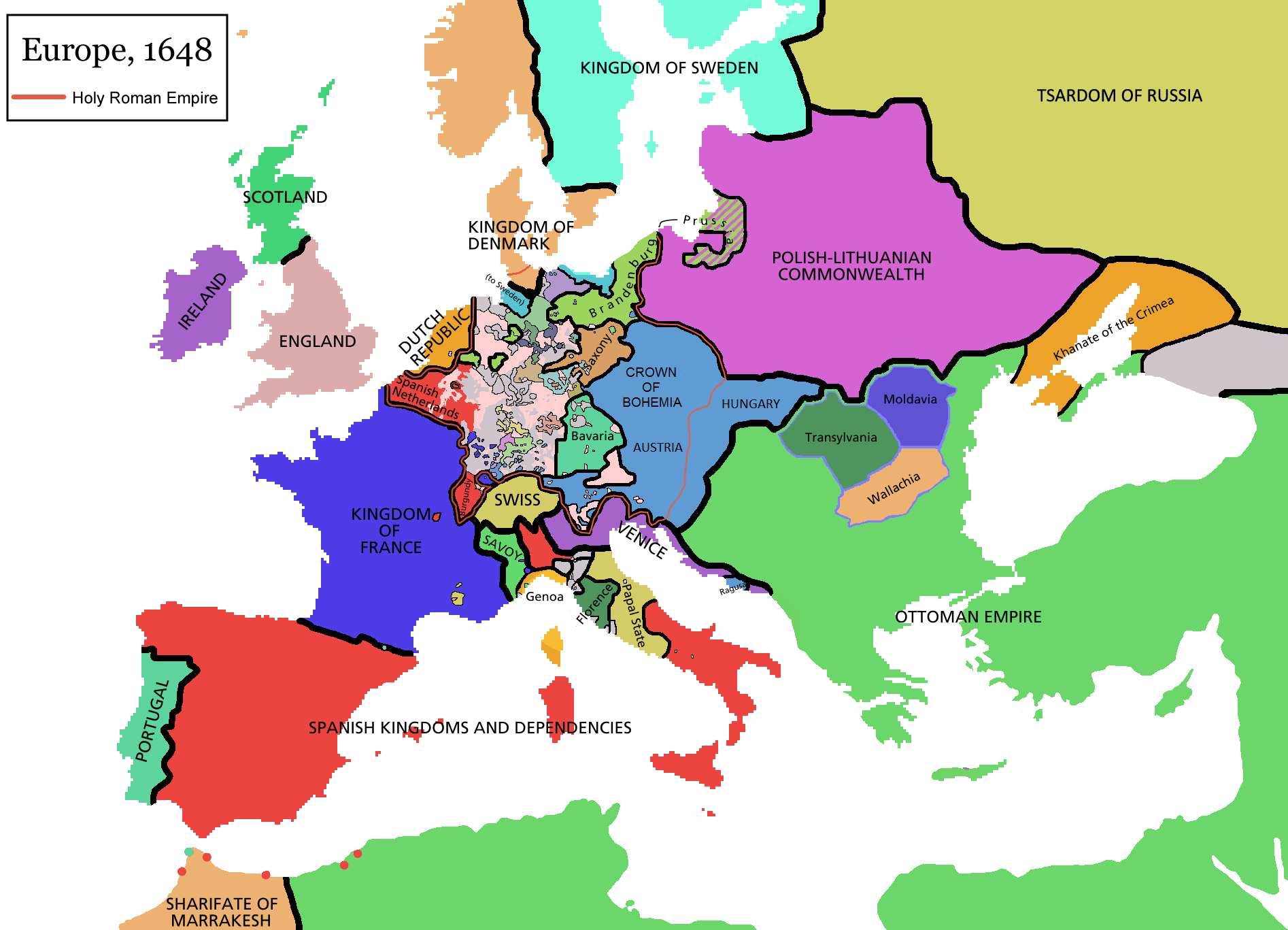
L'Europa dopo la pace di Vestfalia

Il Sacro Romano Impero nel 1648

- Il regno di Francia ebbe riconosciuto il possesso degli antichi principati vescovili Metz, Toul e Verdun (che di fatto amministrava già da un secolo) e i territori asburgici (del ramo tirolese) in Alsazia, la Decapoli alsaziana, ma non i territori della città di Strasburgo e del suo principe vescovo, Breisach e il diritto di mettere una guarnigione a Philippsburg; i principi tedeschi possessori di feudi alsaziani sarebbero divenuti vassalli francesi (Principi stranieri).
- La Svezia ricevette un risarcimento in denaro di circa 20 milioni di scudi, la Pomerania Anteriore con Stettino, l'isola di Rügen e i vescovati di Brema e Verden, che assicuravano il controllo delle foci dei fiumi Oder, Elba e Weser, la città di Wismar, ottenendo in tal modo l'egemonia sul Mar Baltico; a essa fu inoltre concesso di inviare tre rappresentanti al Consiglio dei prìncipi dell'Impero, che rappresentava uno dei collegi del Reichstag, rendendo così il re di Svezia principe membro dell'Impero con diritto di voto al Reichstag.
- Il Palatinato fu diviso tra il figlio di Federico V, cui fu restituita la dignità elettorale, e il duca Massimiliano di Baviera, che ottenne l'Alto Palatinato.
- Il Duca di Baviera conservò il titolo di elettore garantitogli nel 1628 (il numero degli elettori venne quindi portato a otto): cinque cattolici, due protestanti luterani e uno calvinista.
- Il margraviato del Brandeburgo (futura Prussia) ricevette la Pomerania Orientale e i vescovati di Magdeburgo (alla morte del principe Augusto di Sassonia), Halberstadt, Cammin e Minden, con diritto di voto al Reichstag, nonché i territori di Cleves, Mark e Ravensberg in seguito alla risoluzione della disputa per i territori del defunto Duca di Jülich-Kleve-Berg; ebbe inoltre le signorie di Lohra, di Klettenberg e i baliaggi di Querfurt, Juterbuck, Damm e Burg.
- Il ducato del Meclemburgo del ramo di Schwerin ebbe i vescovati di Schwerin e Ratzeburg, la commenda di Mirow, un canonicato nel capitolo della cattedrale di Strasburgo (fino al 1687); il Mecklemburgo del ramo di Güstrow ebbe la commenda di Neu Mirow, e un canonicato nel capitolo di Strasburgo (fino al 1687).
- Il ducato di Brunswick ebbe il diritto di alternanza nel principato vescovile di Osnabrück con l'elettore di Colonia, riceve il principato abbaziale di Walkenried nella signoria di Kletteberg e la signoria di Schauen poi venduta ai conti von Waldeck e da questi nel 1689 ai von Grote, il convento di Gröningen col castello di Westerburg, poi ceduto al Brandeburgo e due canonicati nel capitolo della cattedrale di Strasburgo per i figli del duca Augusto.
- Il langraviato d'Assia-Kassel ottenne il principato di Hersfeld con diritto di voto al Reichstag, i baliaggi di Schaumburg, Bückenburg, Sachsenhagen, Stadthagen e 600mila scudi per il mantenimento delle sue truppe nelle guarnigioni di Magonza, Colonia, Paderborn, Münster e Fulda.
- Il margraviato del Baden per la linea di Baden Baden riceve la restituzione del margraviato superiore rinunciando ad ogni pretesa sulla linea di Durlach; quello di Durlach, di fede protestante, riacquista i baliaggi di Steine e Remching e rinuncia ad ogni richiesta di risarcimento verso Baden Baden.
- In Italia la Francia ebbe il riconoscimento del possesso di Pinerolo; il duca di Savoia di alcune terre del Monferrato con Alba e Trino; il duca di Mantova e Monferrato ebbe un compenso in denaro per le perdite territoriali. Il duca di Modena ricevette dalla Francia 494mila fiorini d'oro da versare come indennità alla Savoia.
- Le Province Unite dei Paesi Bassi e i tredici cantoni svizzeri furono riconosciuti sovrani e indipendenti dall'Impero. Viene riconosciuta la chiusura del commercio sulla Schelda.

La Spagna, che non aveva aderito alla pace di Vestfalia, riuscì a occupare il porto di Dunkerque, nelle Fiandre, ma il cardinale Mazzarino si alleò con l'Inghilterra, promettendole, in caso di vittoria, Dunkerque e la Giamaica; l'esercito francese, al comando del maresciallo di Francia Henri de La Tour d'Auvergne, visconte di Turenne, riuscì a sconfiggere nella battaglia delle Dune, presso Dunkerque (14 giugno 1658), gli spagnoli guidati dal Gran Condé. Filippo IV fu costretto così a firmare la pace dei Pirenei (1659), che segnò il declino degli Asburgo di Spagna.
Il paragrafo 52 dell'articolo V del trattato di pace, denominato Itio in partes, consiste nell'eliminazione della religione come elemento centrale dei conflitti politici, separando dunque il campo religioso da quello statale:

## Conseguenze giuridiche
Dal punto di vista giuridico, la Pace di Vestfalia è tradizionalmente considerata il punto di inizio in Europa dello Stato assoluto propriamente detto, caratterizzato, cioè, dal reciproco riconoscimento di autorità sovrane e indipendenti, generalmente caratterizzate dalla forma di governo della monarchia assoluta.